# Liste der Biografien/Shah
Liste der Biografien |
Portal Biografien |
Personensuche
# |
A |
B |
C |
D |
E |
F |
G |
H |
I |
J |
K |
L |
M |
N |
O |
P |
Q |
R |
S |
T |
U |
V |
W |
X |
Y |
Z |
?
 
Sa |
Sb |
Sc |
Sd |
Se |
Sf |
Sg |
Sh |
Si |
Sj |
Sk |
Sl |
Sm |
Sn |
So |
Sp |
Sq |
Sr |
Ss |
St |
Su |
Sv |
Sw |
Sy |
Sz
 
Sha |
Shc |
She |
Shh |
Shi |
Shk |
Shl |
Shm |
Shn |
Sho |
Shp |
Shr |
Sht |
Shu |
Shv |
Shw |
Shy
 
Shaa |
Shab |
Shac |
Shad |
Shae |
Shaf |
Shag |
Shah |
Shai |
Shaj |
Shak |
Shal |
Sham |
Shan |
Shao |
Shap |
Shaq |
Shar |
Shas |
Shat |
Shau |
Shav |
Shaw |
Shax |
Shay |
Shaz
Die Liste der Biografien führt alle Personen auf, die in der deutschsprachigen Wikipedia einen Artikel haben. Dieses ist eine Teilliste mit 129 Einträgen von Personen, deren Namen mit den Buchstaben „Shah“ beginnt.

## Shah
- Shah al-Zadah, Zahir (* 1910), afghanischer Hockeyspieler
- Shah Alam II. (1728–1806), Großmogul von Indien
- Shah Jahan (1592–1666), indischer Kaiser und Erbauer das Taj MahalShah Jahan (1592–1666)

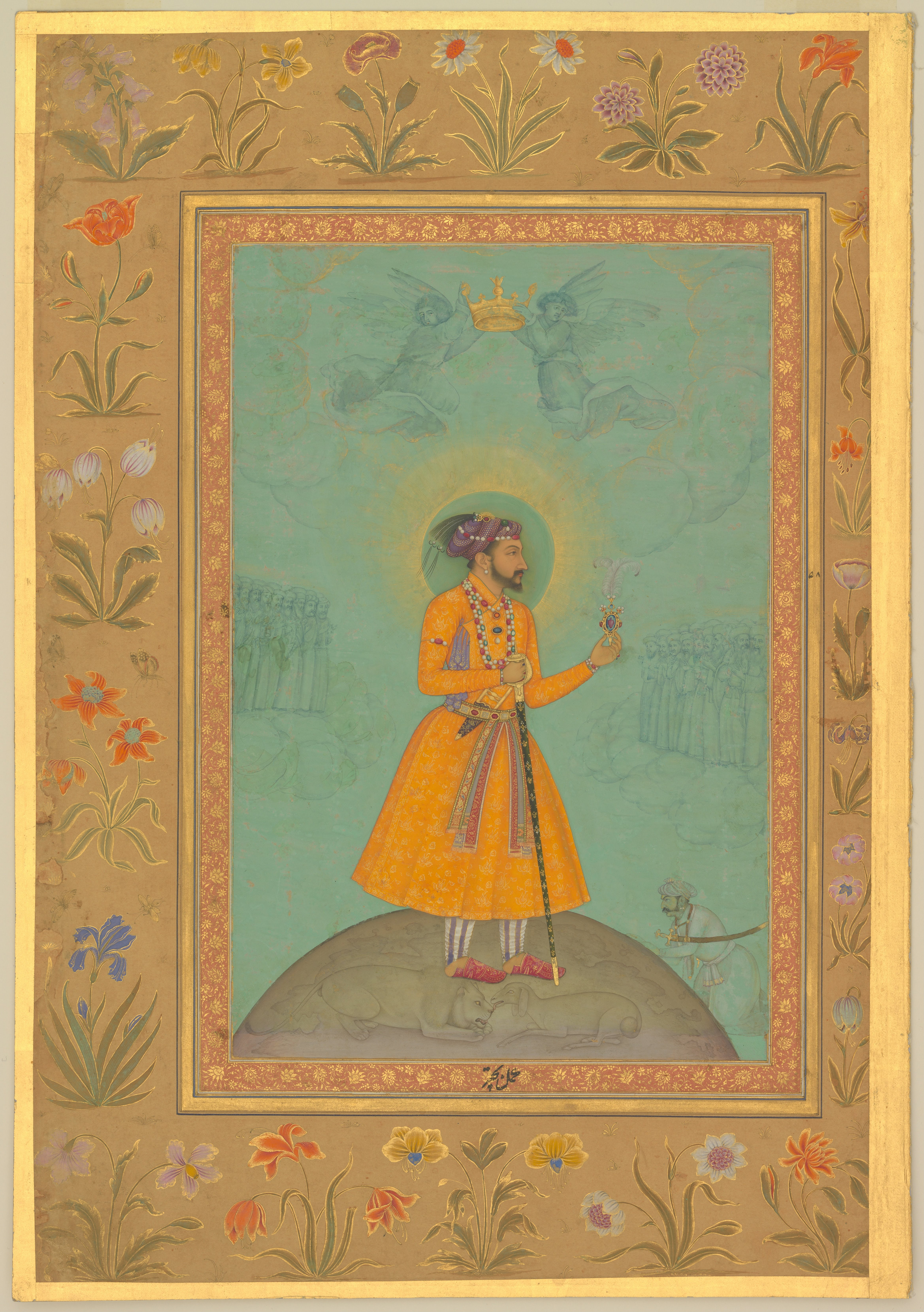
Shah Jahan (1592–1666)

- Shah Jahan II (1698–1719), Großmogul von Indien 1719
- Shah Jahan III. (1711–1772), Großmogul von Indien
- Shah Shuja (1616–1660), Prätendent als Großmogul von Indien
- Shah, Amit (* 1964), indischer Politiker
- Shah, Amit (* 1981), britischer Schauspieler
- Shah, Amritlal B. (1920–1981), indischer Bürgerrechtler
- Shah, Arvind (* 1940), Schweizer Elektroingenieur, Dozent und Wissenschaftler
- Shah, Chandulal (1898–1975), indischer Filmregisseur und Filmproduzent
- Shah, Ghulam Mohammad (1920–2009), indischer Politiker
- Shah, Hoshang († 1435), Sultan von Malwa
- Shah, Idries (1924–1996), Autor von Werken über den Sufismus
- Shah, Intaz, Fußballschiedsrichter
- Shah, Irwan (* 1988), singapurischer Fußballspieler
- Shah, Jagdeep (* 1942), indisch-US-amerikanischer Physiker
- Shah, Khushdil (* 1995), pakistanischer Cricketspieler
- Shah, Kiran (* 1956), kenianischer Film- und Theaterschauspieler sowie StuntmanKiran Shah (* 1956)

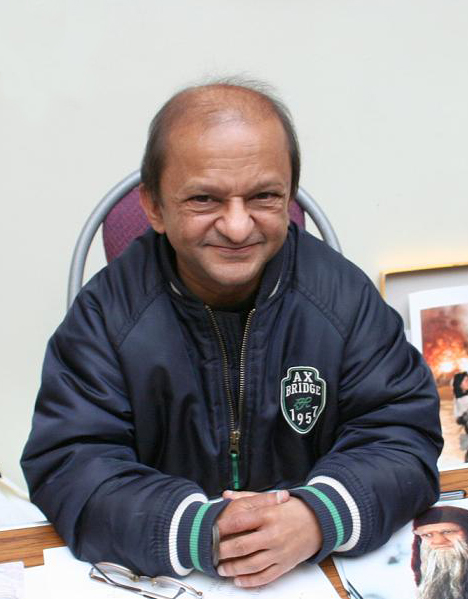
Kiran Shah (* 1956)

- Shah, Kodardas Kalidas (1908–1986), indischer Politiker
- Shah, Manubhai (1915–2000), indischer Politiker
- Shah, Meena (1937–2015), indische Badmintonspielerin
- Shah, Mian Faruq (* 1907), afghanischer Hockeyspieler
- Shah, Mohamed (* 1978), pakistanischer Hürdenläufer
- Shah, Nadine (* 1986), britische Popsängerin, Songwriterin und Musikerin
- Shah, Naseem (* 2003), pakistanischer Cricketspieler
- Shah, Naseeruddin (* 1950), indischer Schauspieler
- Shah, Rahmat (* 1993), afghanischer Cricketspieler
- Shah, Rajiv (* 1973), US-amerikanischer Mediziner und Beamter
- Shah, Rish (* 1998), britisch-indischer Schauspieler
- Shah, Roger (* 1972), deutscher Trance-DJ und -Produzent
- Shah, Saira (* 1964), britische Autorin, Reporterin und dokumentarische Regisseurin
- Shah, Sanjay (* 1970), britischer GeschäftsmannSanjay Shah (* 1970)

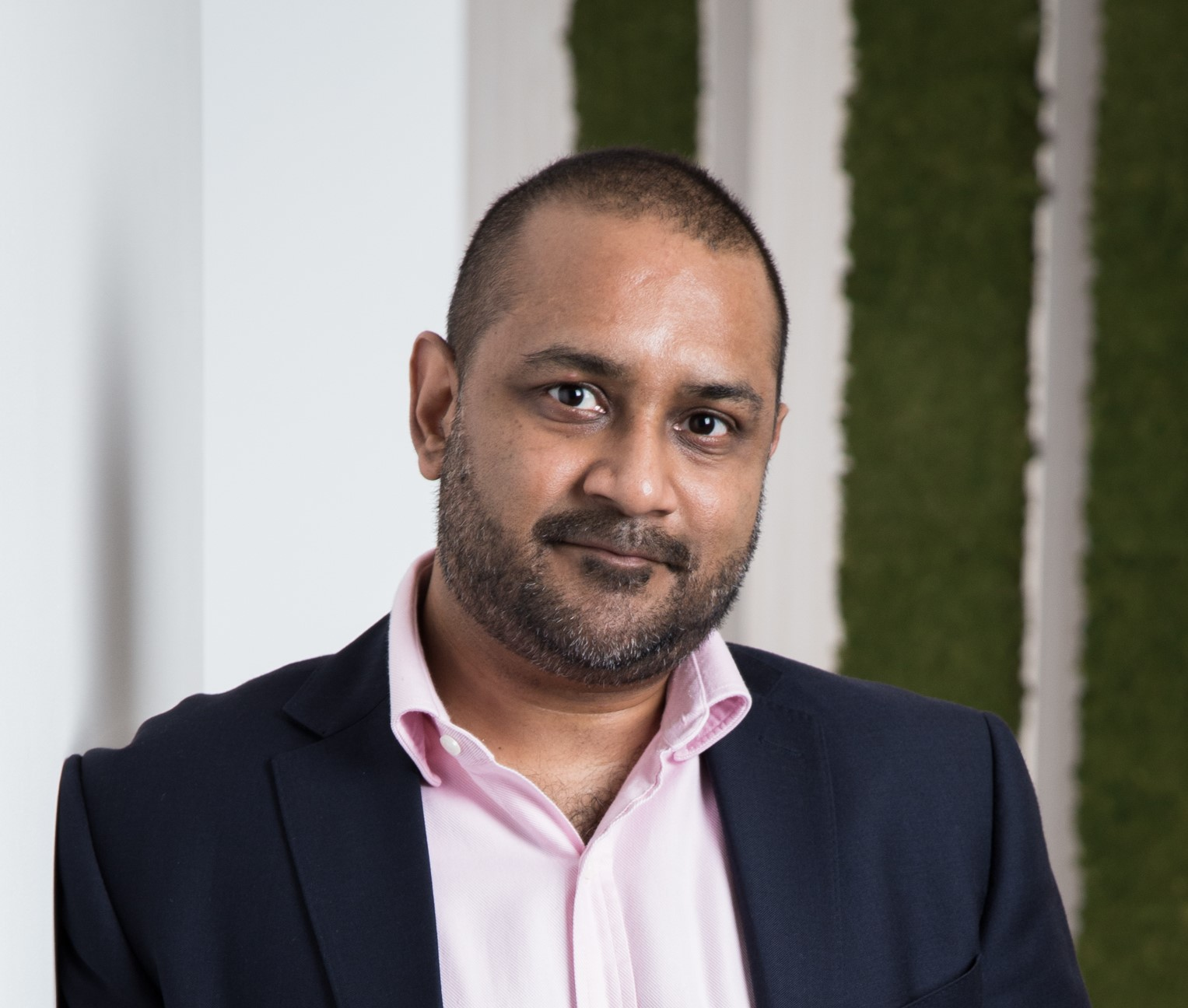
Sanjay Shah (* 1970)

- Shah, Sayed Tahir (* 1980), afghanischer Fußballnationalspieler
- Shah, Sebastian Francis (* 1957), pakistanischer Ordensgeistlicher und römisch-katholischer Erzbischof von Lahore
- Shah, Sonal (* 1980), US-amerikanische Schauspielerin
- Shah, Syed Khurshid Ahmed (* 1952), pakistanischer Politiker und Rechtsanwalt
- Shah, Syed Murad Ali (* 1962), pakistanischer Politiker
- Shah, Tarik (* 1963), US-amerikanischer Jazzmusiker
- Shah, Tejal (* 1979), indische Fotografin, Video- und Installationskünstlerin und LGBT-Aktivistin
- Shah, Yoonus (* 2001), indischer Mittelstreckenläufer
- Shah, Zaharie Ahmad (1961–2014), malaysischer Pilot
- Shah-Daei, Marzieh (* 1962), iranische Managerin (NPC)
- Shah-Kazemi, Reza (* 1960), Islamwissenschaftler
- Shah-Rukh, Shazada Muhammad (1926–2015), pakistanischer Radrennfahrer und Hockeyspieler

### Shaha
- Shahabi, Hossein (1967–2023), iranischer Filmregisseur, Filmproduzent und Drehbuchautor
- Shahabuddeen, Mohamed (1931–2018), guyanischer Jurist und Richter an verschiedenen internationalen Gerichten
- Shahabuddin, Khawaja (1898–1977), pakistanischer Politiker und Diplomat
- Shahabuddin, Makhdoom (* 1947), pakistanischer Politiker der Pakistanischen Volkspartei (PPP)
- Shahabuddin, Mohammed (* 1949), bangladeschischer Politiker der Awami-LigaMohammed Shahabuddin (* 1949)

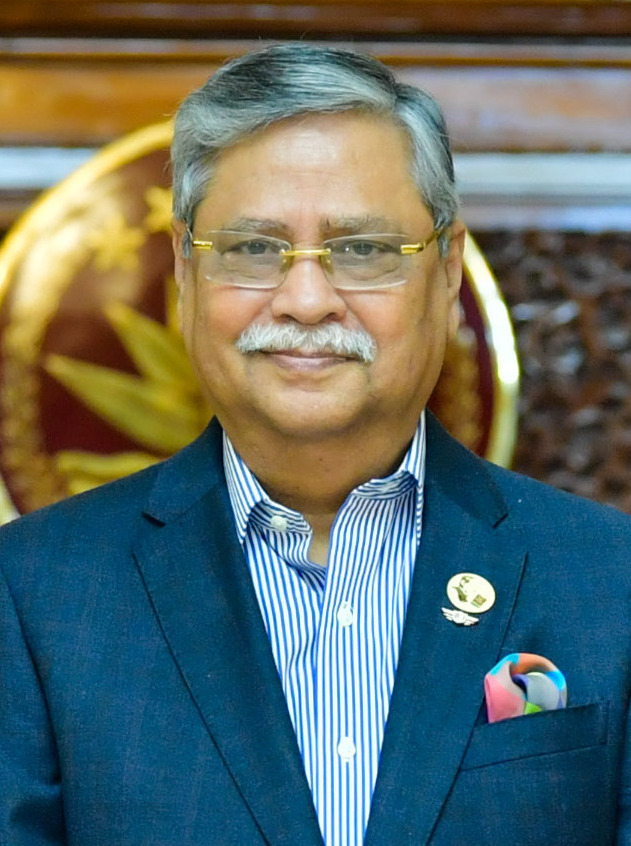
Mohammed Shahabuddin (* 1949)

- Shahade, Jennifer (* 1980), US-amerikanische Schach- und Pokerspielerin, Trainerin, Kommentatorin, Funktionärin, Bloggerin, Spieleautorin, Künstlerin, Redakteurin und Autorin
- Shahak, Israel (1933–2001), israelischer Biochemiker, Hochschullehrer, Menschenrechtsaktivist und Autor
- Shahali, Jasmin (* 1989), österreichische Schauspielerin
- Shahalimi, Nahid, afghanische Künstlerin, Autorin, Filmemacherin und Menschenrechtsaktivistin
- Shaham, Gil (* 1971), US-amerikanischer Violinist
- Shaham, Nathan (1925–2018), israelischer Schriftsteller
- Shahan, Michael (* 1940), US-amerikanischer Kontrabassist, Gambist und Musikpädagoge
- Shahan, Thomas Joseph (1857–1932), US-amerikanischer Geistlicher, Weihbischof in Baltimore
- Shahanga, Alfredo (* 1965), tansanischer Marathonläufer
- Shahanga, Gidamis (* 1957), tansanischer Langstreckenläufer
- Shahani, Leticia Ramos (1929–2017), philippinische Politikerin, Literaturwissenschaftlerin und Hochschullehrerin
- Shahar, David (1926–1997), israelischer Schriftsteller
- Shahar, Shulamith (1928–2025), israelische Historikerin, Autorin, Übersetzerin und Hochschullehrerin
- Shahat, Hussein El (* 1992), ägyptischer Fußballspieler

### Shahb
- Shahbaz, Gohar (* 1993), pakistanischer Leichtathlet
- Shahbazi, Alireza Shapour (1942–2006), iranischer Iranologe, Historiker und Universitätsprofessor
- Shahbazi, Shahpour (* 1961), iranischer Filmregisseur, Drehbuchautor und Autor
- Shahbazi, Shirana (* 1974), Schweizer FotografinShirana Shahbazi (* 1974)

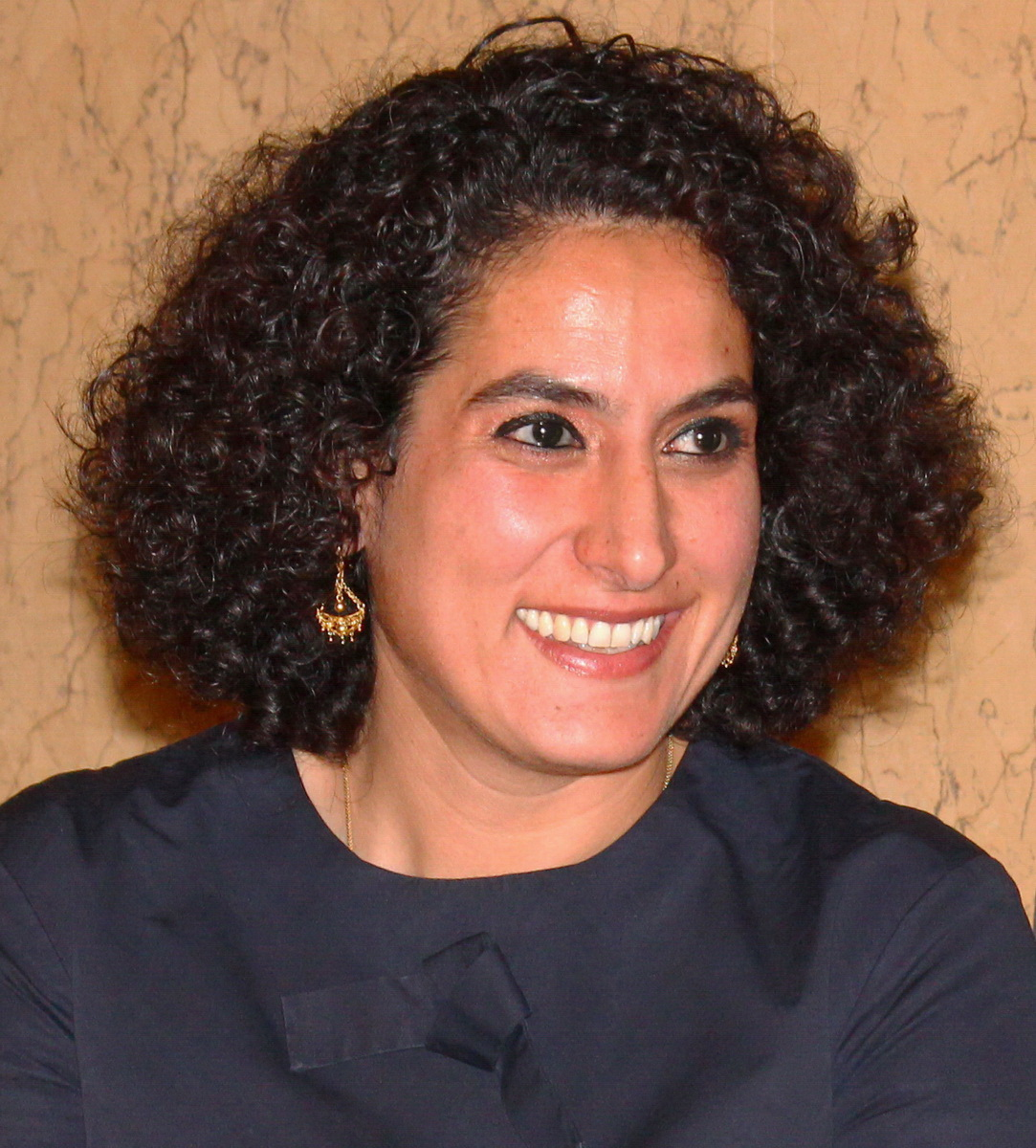
Shirana Shahbazi (* 1974)

- Shahbazzadeh, Sajjad (* 1990), iranischer Fußballspieler

### Shahe
- Shaheed, Ahmed (* 1964), maledivischer Politiker und Diplomat
- Shaheed, Farida, pakistanische Soziologin und Menschenrechtsaktivistin
- Shaheed, Khalil (1949–2012), US-amerikanischer Jazzmusiker und Musikpädagoge
- Shaheem, Hassan Afsheen (* 1993), maledivischer Badmintonspieler
- Shaheen, Amir (* 1966), deutscher Schriftsteller
- Shaheen, Elias (1914–1991), libanesischer Geistlicher, maronitischer Erzbischof von Montréal
- Shaheen, Jeanne (* 1947), US-amerikanische Politikerin
- Shaheen, Robert Joseph (1937–2017), US-amerikanischer Geistlicher und Bischof von Our Lady of Lebanon in Los Angeles
- Shaheen, Saif Saaeed (* 1982), katarischer Langstrecken- und Hindernisläufer kenianischer Herkunft
- Shaheen, Simon (* 1955), US-amerikanischer Weltmusik-Künstler und Jazz-Komponist
- Shaherkani, Wojdan (* 1996), saudi-arabische Judoka

### Shahg
- Shahghasemi, Aria (* 1996), US-amerikanischer Schauspieler

### Shahh
- Shahhosseini, Ali (* 1982), iranischer Badmintonspieler

### Shahi
- Shahi, Agha (1920–2006), pakistanischer Diplomat
- Shahi, Parichehr (* 2001), iranische Leichtathletin
- Shahi, Sarah (* 1980), US-amerikanische SchauspielerinSarah Shahi (* 1980)

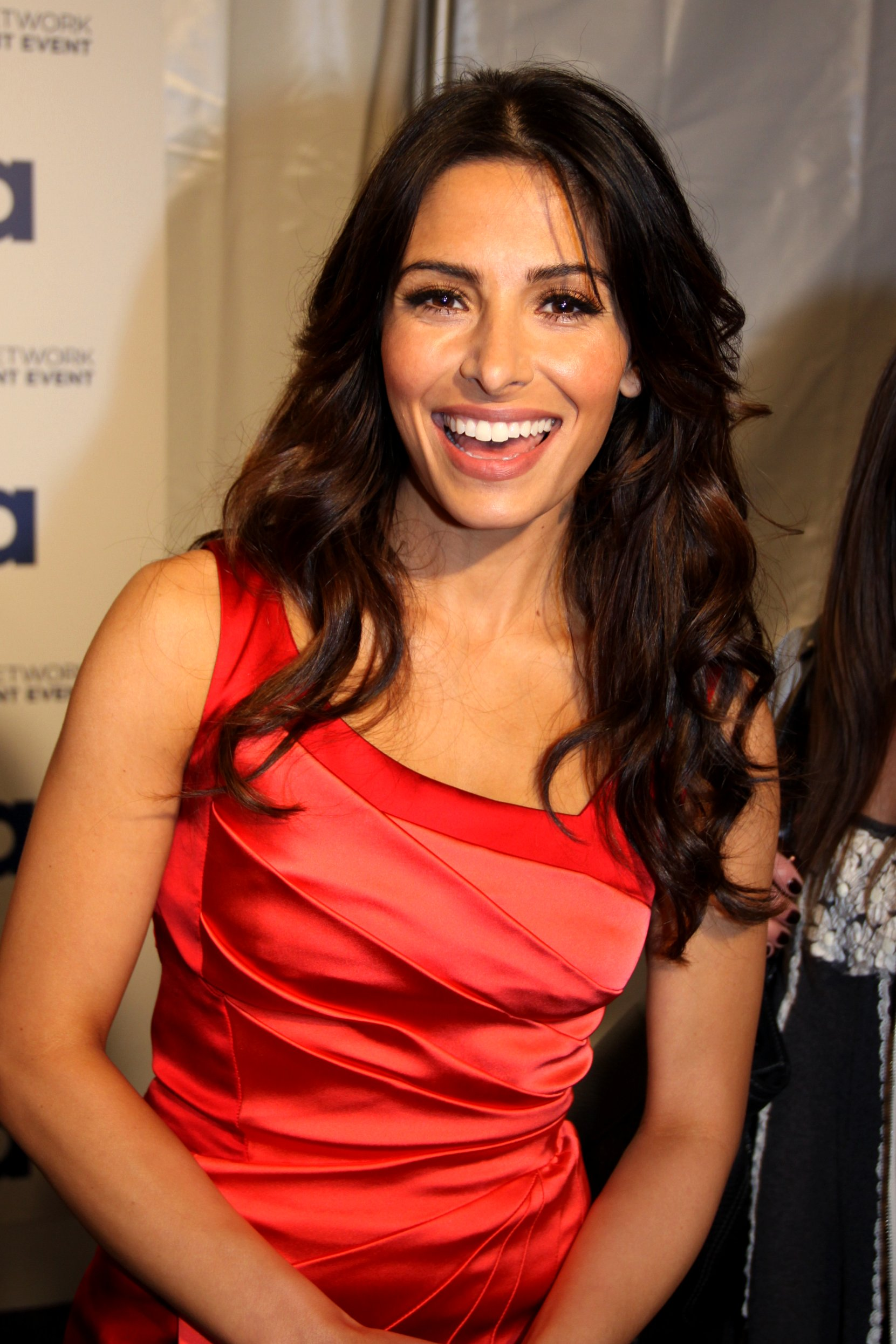
Sarah Shahi (* 1980)

- Shahid Afridi (* 1975), pakistanischer Cricketspieler
- Shahid Hamid, Syed (1910–1993), pakistanischer General
- Shahid, Abdulla, maledivischer Politiker und Diplomat
- Shahid, Jaribu (* 1955), amerikanischer Kontrabassist des Creative Jazz
- Shahid, Leila (* 1949), palästinensische Diplomatin
- Shahidi, Burhan (1894–1989), uigurischer Politiker im Dienst der Volksrepublik China
- Shahidi, Freydoon (* 1947), iranisch-US-amerikanischer Mathematiker
- Shahidi, Hashmatullah (* 1994), afghanischer Cricketspieler
- Shahidi, Sayeed (* 2003), US-amerikanischer Schauspieler
- Shahidi, Yara (* 2000), iranisch-US-amerikanische Schauspielerin
- Shahin, Leonardo Farah (* 2003), schwedischer Fußballspieler
- Shahin, Mehrdelan (* 1995), iranischer Kugelstoßer
- Shahin, Nadine (* 1997), ägyptische Squashspielerin
- Shahin, Yasser (* 1976), australischer Automobilrennfahrer
- Shahini, Anjeza (* 1987), albanische Pop-Sängerin
- Shahini, Besa (* 1982), kosovarisch-albanische Politikerin
- Shahinian, Gulnara (* 1951), armenische Menschenrechtsaktivistin
- Shahiran, Shah (* 1999), singapurischer Fußballspieler

### Shahl
- Shahlavi, Darren (1972–2015), britischer Schauspieler und StuntmanDarren Shahlavi (1972–2015)

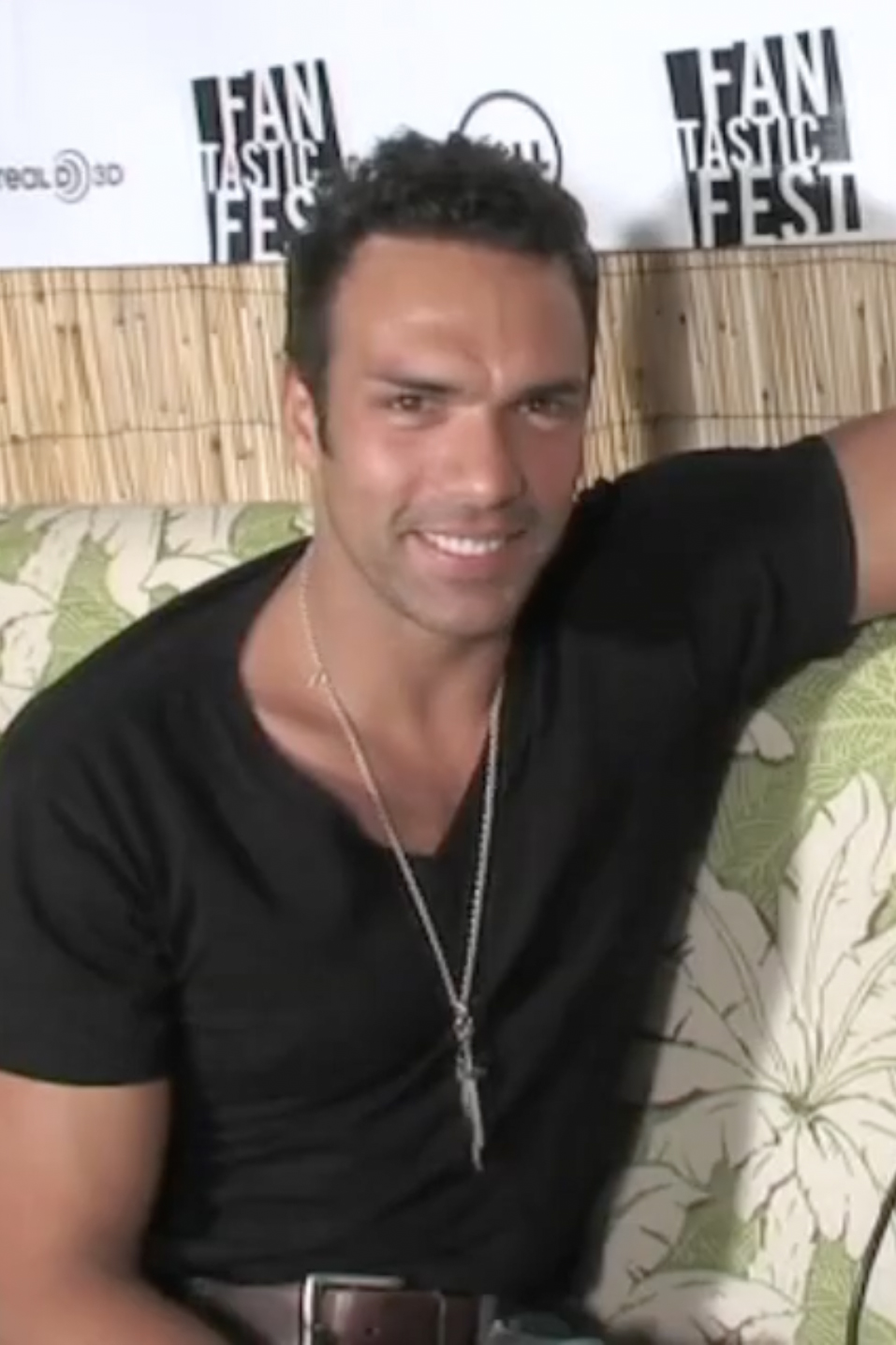
Darren Shahlavi (1972–2015)

### Shahm
- Shahmani, Usama Al (* 1971), Schweizer Schriftsteller und Übersetzer
- Shahmirzadi, Schahrsad (* 1985), deutsche Kickboxerin
- Shahmoradpour, Parisa (* 1992), iranische Grasskiläuferin

### Shahn
- Shahn, Ben (1898–1969), US-amerikanischer Maler und Grafiker
- Shahnavazi, Amir Mohammad, iranischer Gewichtheber

### Shahr
- Shahrani, Yasser al- (* 1992), saudi-arabischer Fußballspieler
- Shahrel Fikri (* 1994), malaysischer Fußballspieler
- Shahriari, Parviz (1926–2012), iranischer Mathematiker
- Shahril, Danial (* 2002), malaysischer Motorradrennfahrer
- Shahril, Faisal (* 1997), singapurischer Fußballspieler
- Shahrivar, Shermine (* 1982), deutsche Schönheitskönigin, Miss Deutschland 2004Shermine Shahrivar (* 1982)

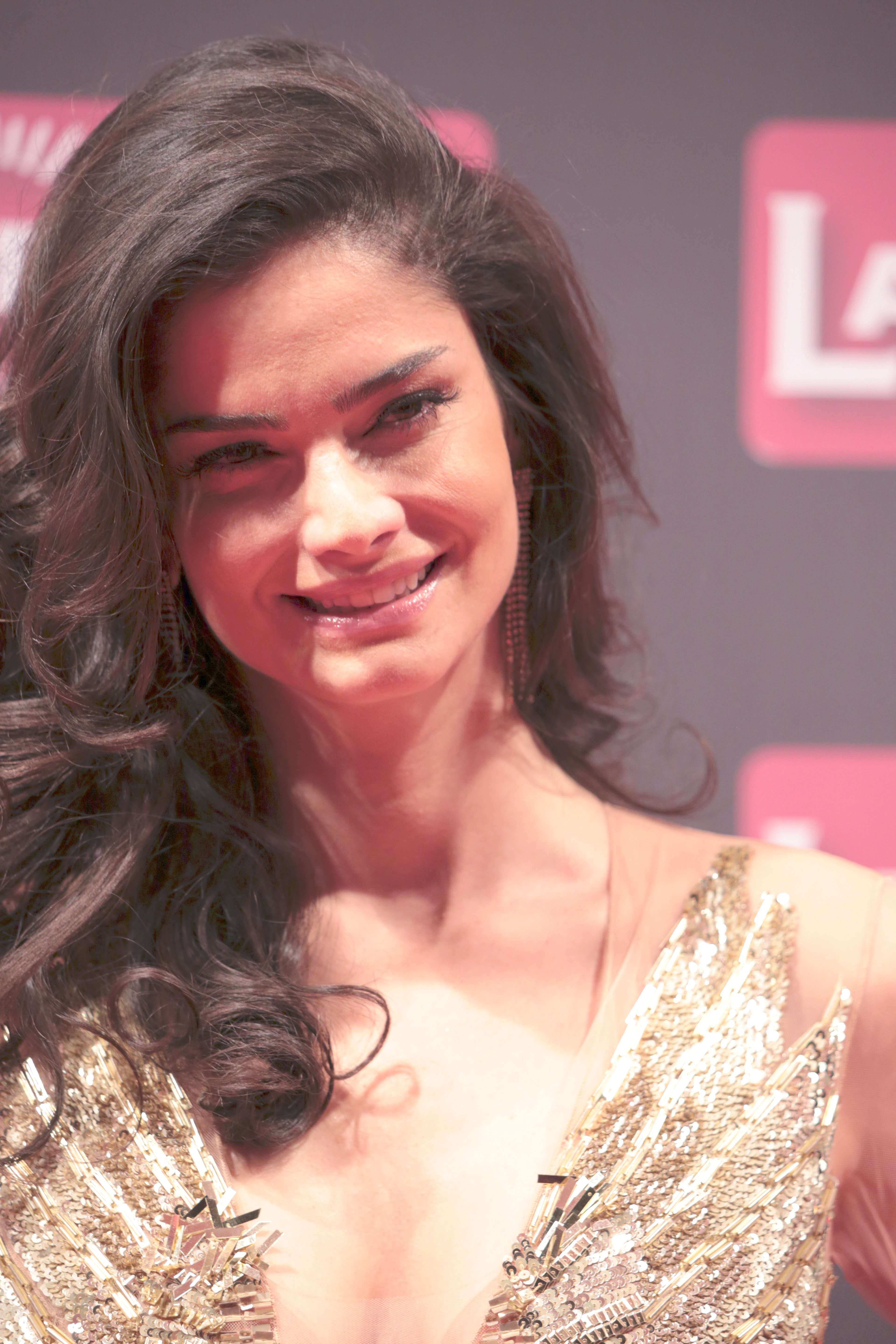
Shermine Shahrivar (* 1982)

- Shahriyar (1605–1628), Prätendent des Mogulthrons
- Shahrokhi, Mehdi (* 1986), iranischer Kugelstoßer
- Shahrokhi, Mehrab (1944–1993), iranischer Fußballspieler
- Shahrur, Muhammad (1938–2019), syrischer Ingenieur, islamischer Modernist

### Shahs
- Shahsavari, Neda (* 1986), iranische Tischtennisspielerin

### Shahu
- Shahu (1682–1749), Anführer der Marathen
- Shahu II. (1763–1808), Anführer der Marathen
- Shahurunaz, Moosa Aminath (* 1995), maledivische Badmintonspielerin

### Shahv
- Shahverdi, Farhad (* 1973), iranischer Poolbillardspieler
- Shahverdyan, Karen (* 1969), armenischer Maler und Grafiker

### Shahy
- Shahyar, Golnar (* 1985), iranisch-kanadische Musikerin

### Shahz
- Shahzad, Mahoor (* 1996), pakistanische Badmintonspielerin
- Shahzad, Syed Saleem (1970–2011), pakistanischer Journalist
- Shahzoda (* 1979), usbekische Sängerin